# PK (rapper)
Pedro Henrique Pereira Bendia (Rio de Janeiro, 27 de julho de 1997), mais conhecido pelo seu nome artístico PK, é um cantor e compositor brasileiro.

## Biografia
O nome artístico "PK" é um apelido dado pelos colegas do colégio, por sua habilidade em fazer rimas. Chegou a cursar Psicologia pela UERJ, porém trancou para seguir carreira na música. Com 22 anos, PK é "cria" da Ilha do Governador, bairro do subúrbio carioca com forte identificação com o samba, mas, desde pequeno, foi com as rimas nas batalhas de MCs que ele fez do gosto pessoal seu trabalho. Misturando o rap ao funk, e mais recentemente ao pagode, PK não tem medo de ousar e vê como desafiadora a possibilidade de mesclar diversos gêneros musicais em seu som, sem perder, no entanto, a essência.
Sua trajetória, que inclui a passagem pela extinta banda Class A, fez com que ele ganhasse mais reconhecimento. PK também fez novas parcerias que fazem sucesso no Brasil inteiro, misturando o mais inesperado possível, entre seus feats, temos o Cantor Belo, Ludmilla e Luisa Sonza. Sua música “Quando a vontade bater" ocupa o 16º lugar dentre as músicas mais escutadas do Spotify Brasileiro.

## Carreira

### 2016–18: Class A

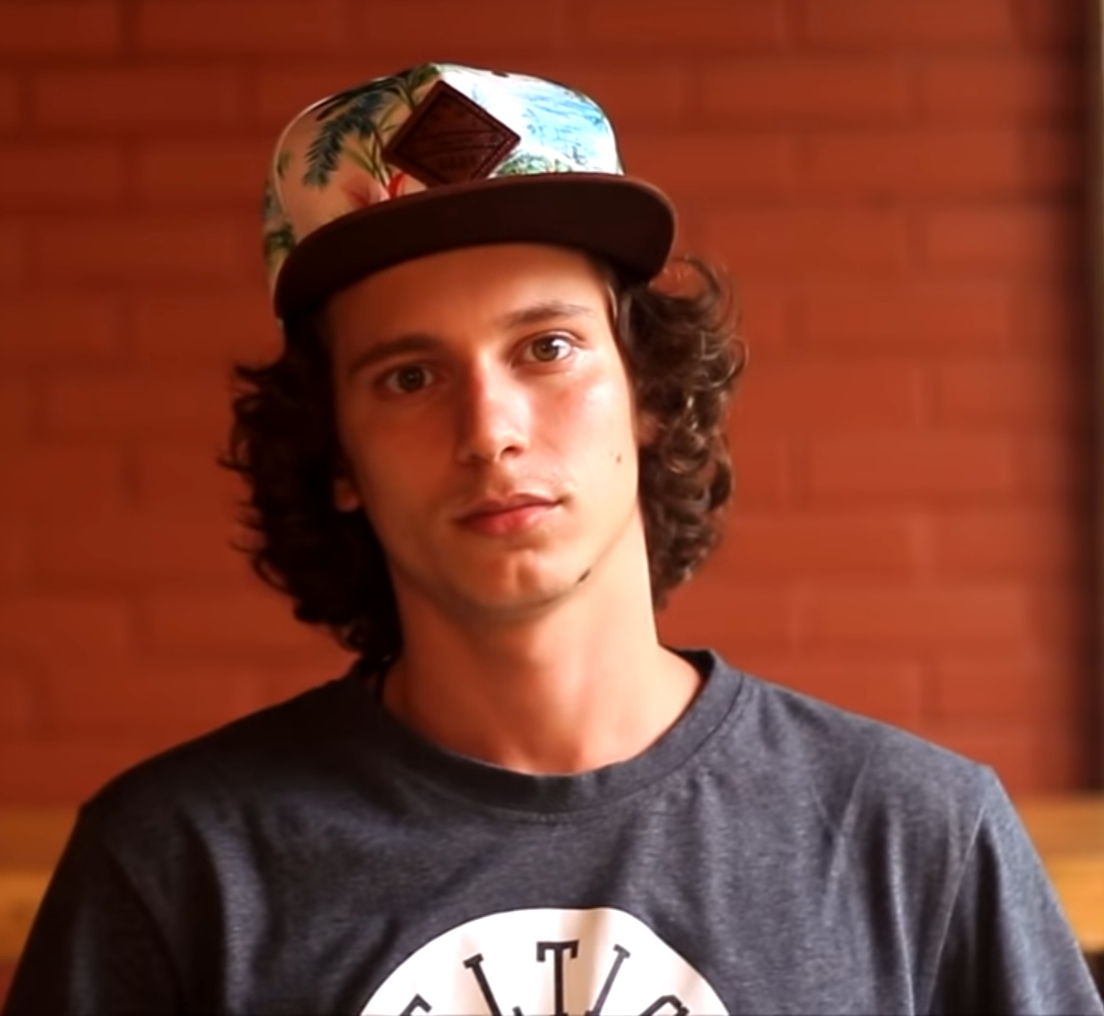
PK em 2016.

Apaixonado por música desde criança, tendo como influências musicais o rap e o funk, aos 16 anos, PK iniciou sua carreira na música fazendo freestyle e participando de batalhas de rap. Em 2013, participou do primeiro duelo brasileiro de rima entre MCs chamado Batalha do Real, no bairro da Lapa, no Rio de Janeiro, conquistando o primeiro lugar no ranking geral.
Em 2016, ele e os rappers Oik e Igor Adamovich, no qual ele conheceu nas batalhas de rimas em que participava, decidiram formar o grupo de rap Class A, no qual o nome faz referência a gíria que corre pelas ruas, remetendo a qualidade, alto nível, poder e coisas boas. Lançaram o primeiro single em maio de 2016, da canção "Uma Dose". Em dezembro de 2017, lançaram o primeiro EP nomeado Entre Sonhos e Pesadelos. O trio chegou ao fim em dezembro de 2018, após dois anos, tendo oito singles lançados, como "Nós Dois", "Hoje Tu Pode", "Saiba", "Por Nós" "Camisa Dez", "Pesadelos e Sonhos" e "Ela Não Curte".

### 2019–presente: Carreira solo eImPKvel

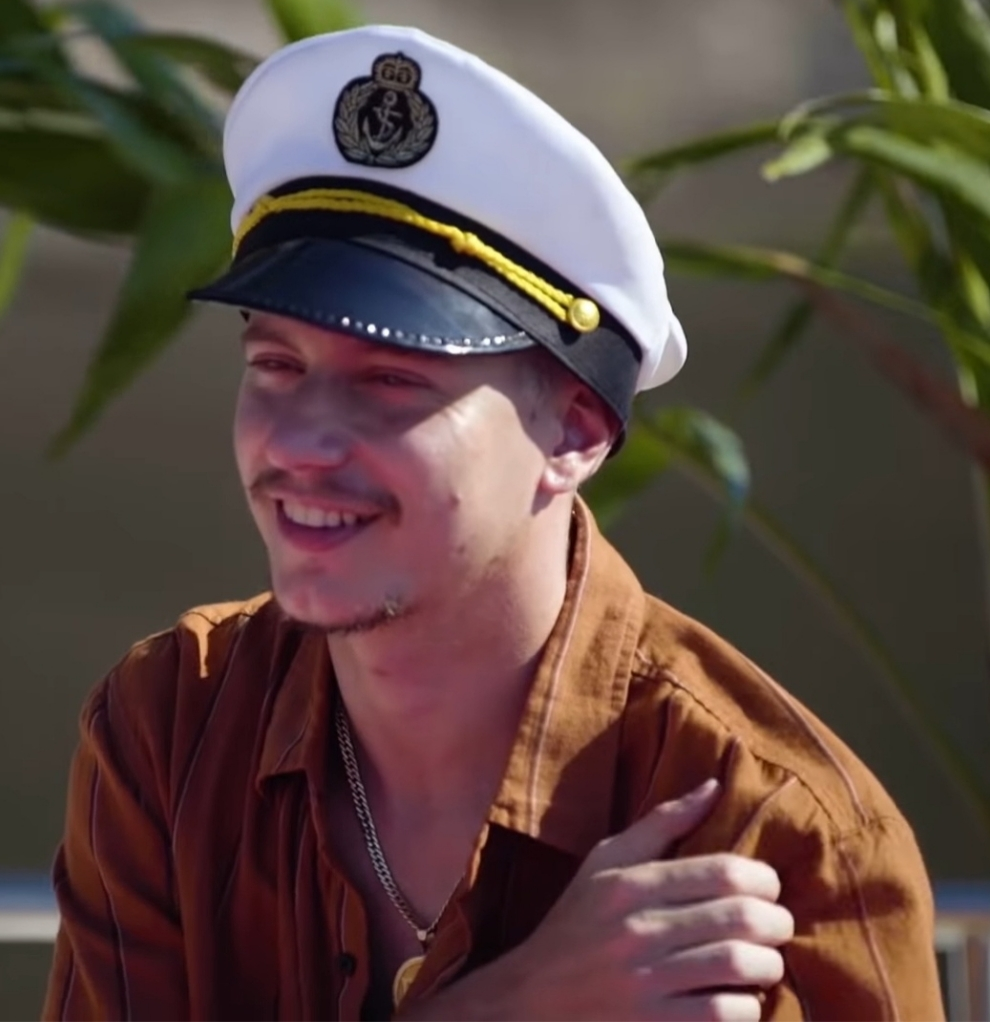
PK em 2020.

Em 2019, PK decidiu seguir carreira solo, lançando em março seu primeiro single "Quando a Vontade Bater", em parceria com o DJ PK Delas. A canção se tornou uma das músicas mais tocadas do Spotify Brasil e recebeu disco de platina triplo pela sua gravadora Warner Music, ganhando destaque também em Portugal, ocupando o 9ª posição das músicas mais tocadas da Portuguese Charts. Em maio, lançou o single "Indomável", com a participação do seu padrinho na música, o cantor Belo.
Em agosto, lançou seu primeiro EP intitulado ImPKvel, com quatro faixas, tendo a participação de Ludmilla, MC Kevin o Chris, Pedro Henrique e DJ Tubarão. O EP teve como singles "Do Jeito Que Tu Gosta" e "Sacanagenzinha". Em dezembro, lançou como single "Tudo de Bom, com a participação da cantora Luísa Sonza, canção que ocupou a 75º posição das músicas mais tocadas no Brasil e a 2º posição das músicas pop mais tocadas do Brasil das rádios. Em fevereiro, lançou em parceria com a cantora Tati Zaqui o single "Escandalosa". Em março, anunciou sua primeira turnê da carreira nomeada ImPKvel, que terá também shows em Portugal.

## Discografia

### Extended plays(EP)
| Álbum   | Detalhes                                                                                             |
| ------- | --- |
| ImPKvel | - Lançamento: 16 de agosto de 2019 - Formatos: Download digital, streaming - Gravadora: Warner Music |

### Singles

#### Como artista principal
| Canção                                                                                  | Ano  | Melhores posições | Melhores posições | Certificações  | Álbum                         |
| Canção                                                                                  | Ano  | BRA               | POR               | Certificações  | Álbum                         |
| --------------------------------------------------------------------------------------- | ---- | ----------------- | ----------------- | -------------- | ----------------------------- |
| "Quando a Vontade Bater" (com PK Delas)                                                 | 2019 | —                 | 9                 | - : 3× Platina | Não adicionado à nenhum álbum |
| "Indomável" (part. Belo)                                                                | 2019 | —                 | —                 |                | Não adicionado à nenhum álbum |
| "Do Jeito Que Tu Gosta" (part. Ludmilla)                                                | 2019 | —                 | —                 |                | ImPKvel                       |
| "Sacanagenzinha" (part. Kevin o Chris e DJ Pedro Henrique)                              | 2019 | —                 | —                 |                | ImPKvel                       |
| "Tudo de Bom" (part. Luísa Sonza)                                                       | 2019 | 61                | —                 |                | Não adicionado à nenhum álbum |
| "É o Perigo" (com part. de Pocah)                                                       | 2020 | —                 | —                 |                | Não adicionado à nenhum álbum |
| "—" denota singles que não entraram nas paradas musicais ou não foram lançados no país. |      |                   |                   |                |                               |

#### Como artista convidado
| Canção                                                                                  | Ano  | Melhores posições | Álbum                         |
| Canção                                                                                  | Ano  | BRA               | Álbum                         |
| --------------------------------------------------------------------------------------- | ---- | ----------------- | ----------------------------- |
| "Como Ela Vem" (Papatinho part. PK, Luccas Carlos, Xamã e Orochi)                       | 2019 | —                 | Não adicionado à nenhum álbum |
| "Tá Tudo Bem" (DaPaz part. PK e Ferrugem)                                               | 2019 | —                 | Não adicionado à nenhum álbum |
| "Também Quero" (Clau part. PK)                                                          | 2019 | —                 | Não adicionado à nenhum álbum |
| "Acabou" (Papatinho part. PK, Xamã, L7NNON e Califfa)                                   | 2019 | —                 | Não adicionado à nenhum álbum |
| "Sou Eu" (Dennis DJ part. PK)                                                           | 2019 | —                 | Não adicionado à nenhum álbum |
| "Não Dá Mais" (MC Don Juan part. PK)                                                    | 2019 | —                 | Não adicionado à nenhum álbum |
| "Hoje Tá Bom" (MC Rebecca part. PK)                                                     | 2020 | —                 | Não adicionado à nenhum álbum |
| "Escandalosa" (Tati Zaqui part. PK)                                                     | 2020 | —                 | Não adicionado à nenhum álbum |
| "—" denota singles que não entraram nas paradas musicais ou não foram lançados no país. |      |                   |                               |

## Turnês
- Turnê ImPKvel (2020)